# Schutz vor optischer Strahlung

Licht als Teil des elektromagnetischen Spektrums

Der Schutz vor optischer Strahlung umfasst Maßnahmen zum Schutz vor kohärenter Strahlung (Laserstrahlen) sowie andere Arten künstlicher optischer Strahlung, wie ultraviolette, sichtbare und infrarote Strahlung.
In Deutschland wird der Schutz von Arbeitnehmern vor optischer Strahlung u. a. durch die Arbeitsschutzverordnung zu künstlicher optischer Strahlung vom 19. Juli 2010 geregelt.
Die Optische Strahlung umfasst
- Infrarot (IR)
- Sichtbares Licht (VIS)
- Ultraviolett (UV)

und gehört zum Bereich der nicht-ionisierenden Strahlung.
Die optische Strahlung ist ein Teil des elektromagnetischen Spektrums. Die Strahlung kann sowohl positive als auch negative Wirkungen hervorrufen.
Entsprechend den unterschiedlichen Wirkmechanismen gelten unterschiedliche Grenzwerte, Gesetze und Richtlinien.
- UV-Strahlenschutz
- VIS-Strahlenschutz
- IR-Strahlenschutz

## Gesetzliche Grundlagen

### Europa
In der EU wurde am 5. April 2006 die RICHTLINIE 2006/25/EG DES EUROPÄISCHEN PARLAMENTS UND DES RATES vom 5. April 2006 über Mindestvorschriften zum Schutz von Sicherheit und Gesundheit der Arbeitnehmer vor der Gefährdung durch physikalische Einwirkungen (künstliche optische Strahlung) (19. Einzelrichtlinie im Sinne des Artikels 16 Absatz 1 der Richtlinie 89/391/EWG)
(kurz EU-Richtlinie Optische Strahlung) veröffentlicht.
Die Richtlinie tritt am 27. April 2006 in Kraft und musste bis 27. April 2010 in nationales Recht umgesetzt sein.
- 19. EU-Richtlinie DE (PDF)
- 19. EU-Richtlinie EN (PDF)

Die Richtlinie befasst sich nur mit künstlicher optischer Strahlung. Natürliche Strahlungsquellen, wie die Sonne, fallen nicht unter diese Richtlinie.

#### Pflichten des Arbeitgebers
Der Arbeitgeber nimmt die Bewertung, Messung und/oder Berechnung der Exposition vor, der der Arbeitnehmer voraussichtlich ausgesetzt ist. Darauf aufbauend müssen Maßnahmen zur Beschränkung der Exposition vorgenommen werden, damit die Grenzwerte eingehalten werden.
Bewertet/gemessen/berechnet wird
1. bei LASER: nach den Normen der IEC
2. bei inkohärenter Strahlung: nach Empfehlungen der CIE und des CEN
3. bei Expositionssituationen, die von den beiden oberen Punkten nicht erfasst sind, können durch nationale oder internationale wissenschaftlich untermauerte Leitlinien verwendet werden.

Die Bewertung, Messung und/oder Berechnung muss in angemessenen Zeitabständen von hierzu befähigten Diensten oder Personen erfolgen. Die Daten müssen in einer geeigneten Form gespeichert werden, die eine spätere Einsichtnahme ermöglichen.
Bei der Risikobewertung ist folgendes zu berücksichtigen:
1. Ausmaß, Wellenlängenbereich und Dauer der Exposition
2. Die Expositionsgrenzwerte
3. Auswirkungen auf die Gesundheit und Sicherheit von Arbeitnehmern in Risikogruppen
4. Auswirkungen, die durch das Zusammenwirken zwischen optischer Strahlung und fotosensibilisierenden chemischen Stoffen sich ergeben können
5. Indirekte Auswirkungen wie Blendung, Explosion und Feuer
6. Verfügbarkeit von Ersatzausrüstungen
7. Einschlägige Informationen
8. Exposition aus mehreren Quellen
9. Klassifizierung von Laser laut IEC-Norm und andere künstlichen Strahlungsquellen, die Schädigungen ähnlich der Laserklasse 3B oder 4 hervorrufen können
10. Information der Herstellen von Quellen optischer Strahlung

Der Arbeitgeber muss die Risikobewertung dokumentieren und regelmäßig aktuell halten.

### Deutschland
Geplant ist eine gemeinsame Verordnung für elektromagnetische Felder und Optische Strahlung

### Österreich
Die VOPST (Verordnung optische Strahlung) regelt in Österreich den Schutz der Arbeitnehmer vor optischer Strahlung.